# Cymindis basipunctata
Cymindis basipunctata es una especie de coleóptero de la familia Carabidae.

## Distribución geográfica
Habita en México y Guatemala.